# 荒川實
荒川實（日语：／ Arakawa Minoru，1946年9月3日—），日本企業家。前任天堂美國分公司總裁，前俄羅斯方塊在線公司總裁。任天堂前社長山内溥的女婿。

## 生平
荒川實生於京都室町一個纖維商人之家，家境殷實。1964年入讀京都大學工學部，1969年畢業後繼續就讀於同校工學研究科、麻省理工學院土木工程研究科。1972年畢業後進入丸紅工作，在日本以外從事房地產業務。1973年11月與時任任天堂社長山内溥的長女山內陽子結婚（婚後改名為荒川陽子） ，並育有兩個女兒。
1980年，因應岳父山内溥之邀，荒川從丸紅離職後加入任天堂，負責建立了任天堂美國分公司（Nintendo of America Inc.）並擔任總裁。借《大金刚》等作品之力，任天堂一度看好。1983年美国游戏业大萧条之後，荒川和剛成為任天堂美國分公司高級副總裁兼法律顧問的霍華德·林肯參與了北美遊戲業的重建，並推銷NES（即红白机），成功令北美重新啟用家用遊戲機市場。
2002年荒川和山內溥等均退下任天堂一線。2005年荒川與俄羅斯方塊發明者阿列克谢·帕基特诺夫等組建了俄羅斯方塊在線並任總裁。2013年3月卸任。